# Вахрушево (Новосибирская область)
Ва́хрушево — деревня в Коченёвском районе Новосибирской области. Входит в состав Крутологовского сельсовета. 

## География
Площадь деревни — 47 гектаров. Вахрушево расположено в 22 километрах к северу от Коченёво, в 57 километрах к северо-западу от Новосибирска, на реке Оеш. В 21 километре к югу от деревни проходит федеральная автомобильная дорога М-51 «Байкал», в 25 километрах — Транссибирская магистраль. Ближайший населённый пункт — село Крутологово, расположенное в 8 километрах к северу.

## Население
| 2002 | 2007 | 2010 |
| ---- | ---- | ---- |
| 380  | ↘363 | ↘269 |

## История
Вахрушево основано в 1675 году. В 1939 году рядом с деревней Вахрушево был найден скелет самки мамонта — первый полный скелет, обнаруженный на территории Западной Сибири. До этого в России полные скелеты мамонтов находили только на территории вечной мерзлоты. Скелет нашли на берегу реки Оёш во время купания школьники Петя Глебов и Миша Мыльников. Палеонтологи назвали мамонта Матильдой, в настоящее время скелет Матильды хранится в Новосибирском краеведческом музее.
Рядом с Вахрушево также найдено погребение андроновцев, относящееся к бронзовому веку. Андроновцы появились на территории Коченёвского района в XIII веке до н. э., вытеснив кротовцев, самусьцев и окуневцев. Могильник состоит из одних сожжений, то есть умершие были кремированы. Согласно основной версии археологов кремация применялась для погребения храбо сражавшихся в бою воинов. На основании этого сделан вывод о большом количестве военных столкновений в данном районе. В 1969 году в кургане № 9 могильника Вахрушево-1 на реке Оёш (андроновская (фëдоровская) культура, 1735—1518 года до н. э.) нашли погребение мужчины 35—40 лет, совершëнное по обряду ингумации. У него определили митохондриальную гаплогруппу U2e1h и Y-хромосомную гаплогруппу R1b-M269.

## Инфраструктура
В селе по данным на 2007 год функционируют 1 учреждение здравоохранения и 1 учреждение образования.